# Achille Marrier de Boisd'hyver
Achille Marrier de Boisd’hyver, aussi orthographié Boisdhyver ou Bois d’Hyver, né le 31 mai 1794 à Courgis et mort le 6 juillet 1874 à Fontainebleau, est un forestier et écuyer français.

## Biographie

### Origines
Achille Marrier naît le  12 prairial an II (31 mai 1794) vers 18 heures, à Courgis (département de l’Yonne). Issu de l’ancienne famille des Marrier, il est le fils de Pierre Jean Victor Marrier de Boisd’hyver (propriétaire dans cette commune) et d’Anne Angélique Élisabeth Gleizes de Bois Le Comte, mariés l’un à l’autre,,.

### Héritage familial et carrière
Son père fait partie du service des forêts, succédant à son propre père — Jean-Louis Marrier, conseiller du roi —, et devient lieutenant de la maîtrise des Eaux et Forêts en France, puis administrateur et inspecteur, des postes qu’il occupe presque continuellement jusqu’en 1815. Jean-Charles Nicolas de Larminat, gendre de ce dernier et beau-frère d’Achille, lui succède. Achille devient quant à lui inspecteur à Compiègne et permute avec de Larminat en 1830 pour convenances personnelles,. C’est ainsi qu’il administre la forêt de Fontainebleau jusqu’en 1848 : il y comble, après planification, les landes arides par des plantations de pins. Durant sa vie, il est également écuyer,.

### Décès
Il décède le 6 juillet 1874, vers 14 h 15, à l’âge de 80 ans, à Fontainebleau, en son domicile sis 11 rue du Parc (actuellement rue Paul-Séramy). Ses obsèques ont lieu le 9 et rassemblent une assistance nombreuse.

## Vie familiale
Marrier de Boisd’hyver donne naissance à quatre enfants : deux fils et deux filles (ces dernières devenant de Laguionie et comtesse de Cossé-Brissac). Il introduit ses deux fils dans l’administration forestière et cherche à ce que l’un d’eux lui succède mais l’aîné décède en 1862 et l’autre en mars 1871.

## Décorations
- Chevalier de la Légion d'honneur (décret du 30 octobre 1826)[3],[6]